# Nutri Ventures
Nutri Ventures - Em Busca dos 7 Reinos, encurtado como Nutri Ventures é uma série de desenho animado portuguesa desenvolvida pela Nutri Ventures Corporation desde 19 de Setembro de 2012. O desenho foi criado pelos produtores Rodrigo Carvalho e Rui Miranda tendo foco infantil e educativo abordando como tema alimentação saudável. Ela destaca-se por ser a primeira série portuguesa de lançamento global a ser exibida pelos Estados Unidos.
Em Portugal estreou em setembro de 2012 na RTP2 no bloco Zig Zag e mais tarde (outubro de 2012) no Canal Panda. Em 2015, estreou na RTP1.
No Brasil ele teve a sua estreia no dia 8 de julho de 2013 pelo SBT, e esta passando na TV Rá-Tim-Bum desde 12 de dezembro de 2015.
Nos Estados Unidos, foi exibido no Kabillion e no Qubo e na Espanha foi exibido no Disney Channel.

## Enredo

### Origem
A história passa-se num universo mágico do qual os alimentos são capazes de dar poderes mágicos às pessoas. Durante muito tempo os alimentos beneficiaram as pessoas principalmente na cidade de Nutriland onde costumava ficar a fábrica Nutri Genex do velho Murdock. Murdock tem uma visão de que um dia os alimentos iam desaparecer do mundo e somente uma criança iria trazê-los de volta. Nisso Neus, seu assistente junto de outros cientistas na fábrica formam uma aliança cada um protegendo um alimento em um reino como mestres. Nisso seu filho Alex ao saber da sua morte cria um plano para dominar o mundo destruindo todos os alimentos com seu exército e dominando a fábrica e a cidade fazendo-a se chamar Grandland.

### 1ª temporada
No começo da temporada após 30 anos o incidente o jovem Téo junto de sua amiga Lena invadem as fábricas de Genex 100 durante uma excursão escolar e encontram um pão que os concedem super poderes. Mais tarde o avô, o Mestre Púrpura ao descobrir isso recebe um comunicado de Neus para iniciar sua jornada pelos 7 reinos junto de Lena, Ben e Nina. No primeiro reino o Amarelo, Téo e seus amigos tentam salvar os camponeses do malicioso Tai Pa, mas só conseguem isso após vencerem uma corrida no Reino Branco e unir os dois reinos. Após isso Alex descobre seus feitos e passa a tentar impedi-los em sua jornada. Depois ao chegarem ao Reino Laranja eles conhecem Sid, um rapaz que buscava salvar as pessoas que ficaram aprisionadas no tenebroso Reino do Açúcar governado pelo Senhor dos Doces. Eles juntos da Mestre Laranja partem ao reino e entram numa competição de CandyBall ao mesmo tempo que Alex e seus servos também entram. No final Senhor dos Doces é derrotado, o Reino do Açúcar se desfaz. Alex ainda tenta um plano para dominar o mundo, mas perde pras crianças.

### 2ª temporada
Após retornarem a jornada Téo e seus amigos partem para o Reino Vermelho, porém Alex tem o poder de controlar um dragão e subordinar os líderes dos reinos da região inclusive o Mestre Vermelho.
Téo e seus amigos conhecem Geneve, a filha do Mestre Vermelho ao mesmo tempo que entram numa competição onde acabam conhecendo também o covarde Fritinho (filho do líder das frituras Fritz) e o Cavaleiro Negro.
Logo Téo e seus amigos são traídos pelo Mestre Vermelho sob posse de Alex, mas conseguem escapar com a ajuda de Geneve que revela ser o Cavaleiro Negro.
Eles irão atravessar os reinos : Gorduras e Frituras e conseguem uma batalha contra o dragão. O medalhão de Téo funde-se á pedra do dragão e Téo descobre a capacidade de encontrar pedras especiais em cada reino para inserir no medalhão.
O dragão sai da posse de Alex enquanto que o Mestre Vermelho e outros líderes, menos Fritz se voltam contra ele. Téo, Geneve e Nose são carregados pelo dragão até ao deserto do sal.
Após atravessarem o deserto os três unem-se com os dragões e derrotam Alex e seu exército, porém Nose retorna a trabalhar pra Alex apesar de tudo.

### 3ª temporada
Tempos depois das aventuras no Reino Vermelho, Téo tenta descobrir resposta sobre seu medalhão e encontra um diário no sótão de sua casa que pertencia a Murdock. Mais tarde ele e seus amigos invadem a fábrica do Alex Grand para pegar uma amostra de um novo alimento, porém Nose acaba por agarrar o diário que fica de posse do Alex.
Após isso Téo e seus amigos partem para o Reino Marrom e conhecem uma tribo indígena e sua líder Canoa Quebrada em seguida descobrem que o reino está dividido em dois lados, um pertencente aos índios e outro aos cowboys liderados pela Mestre Marrom.
Lena descobre ser a guerreira escolhida pelo Espírito da Luz e passa a treinar com os índios, enquanto os outros partem para a cidade dos cowboys e conhecem a Mestre Marrom.
Em meio a vários problemas é descoberto que os assistentes de Canoa Quebrada e Mestre Castanha são parceiros de crime e os responsáveis pela guerra, ao mesmo tempo que escondem um tesouro secreto.
Enquanto isso Alex e seus cientistas descobrem um plano para destruir os reinos, através do diário. Com a ajuda do Oráculo, Alex consegue criar uma máquina laser e destrói o Reino Marrom, porém Téo o ressuscita com uma nova pedra adquirida pelo seu medalhão.
No final a rota do Reino Marrom é ligada até o Reino Vermelho.

### 4ª temporada
Os heróis partem em busca do lendário Reino Azul, desaparecido numa tempestade provocada pelo poderoso Netuno! Alex é possuido por um malvado pirata e forma o terror dos mares com Nose, Frits, Fritinho e Bicas, um papagaio azul pirata do Alex. Os Hérois acham o Guga azul e descobrem a localização do reino azul e partem em busca dos três fragmentos que ouviram falar. Será que os heróis conseguirão recuperar as pedras perdidas e será que chegaram a tempo de salvar o reino azul? (Mestre Azul, na dublagem brasileira).

### 5ª temporada
Depois de muitas peripécias, os heróis chegam ao Reino Verde onde todos querem a Pedra Verde que está protegida no topo de uma pirâmide onde só o vencedor dos Veggie-Games poderá chegar.
Enquanto participam em verdadeiras olimpíadas dos vegetais, os heróis desvendam os segredos do Reino Verde e descobrem que as forças do mal querem a pedra para causar a destruição total do Reino. (Mestre Verde, na dublagem brasileira).
Para impedir o chegado apocalipse, os heróis terão de formar a “Tríade da Luz” e Téo terá de fazer uma difícil escolha o que poderá afasta-lo dos amigos para sempre! Mas de acordo com Neus ele irá voltar.

### O Regresso do Herói
Após o Téo ter sido levado para o espaço pelos Guerreiros das Estrelas, os heróis da Nutri Ventures embarcam numa difícil missão de resgate.
Com o poder dos alimentos e depois de muitas aventuras intergalácticas, Lena, Ben Nina e Guga conseguem salvar o Teo e trazê-lo de volta para Grandland.
Mas, os heróis não regressam sozinhos. Os malvados alienígenas robots Z-Droids também chegam ao nosso planeta com uma terrível missão: roubar todos os alimentos dos 7 Reinos e levá-los para o espaço!

## Personagens
- Teo (Téo, na dublagem brasileira), o principal protagonista e líder dos Nutri Ventures. É um garoto da faixa dos 10 anos que junto de seus amigos parte em busca de resgatar os alimentos atravessando os sete reinos. Ele é neto do Mestre Púrpura e foi profetizado por Murdock como o jovem herói que trazia os alimentos de volta o mundo.

- Lena, uma amiga de escola de Téo e a segunda no comando. Está sempre junta de Téo o auxiliando nas aventuras e fornecendo os alimentos para seus amigos poderem entra em batalha. Ela carrega os alimentos através do Nutripad, um aparelho capaz de escanear os alimentos instantaneamente.

- Ben, outro amigo de escola de Téo e Lena. É um garoto gordo e alegre que possui um grande hábito de comer. Assim como Lena ele auxilia Téo em sua jornada também resgatando os alimentos. Ele aparenta não ser muito esperto estando sempre pensando mais em provar os alimentos do que outra coisa.

- Nina, é a irmãzinha do Téo. Ela é uma garota de 4 anos (embora seja muito desenvolvida pra idade) que adora seguir seu irmão e amigos nas aventuras sendo a mais jovem e ingênua da turma. No entanto muitas vezes demonstra ser muito esperta para sua idade. Ela é grande amiga dos Gugas estando sempre carregando o Guga Púrpura.

- Alex Grand, é o vilão principal da série. Um empresário malicioso dono das empresas Genex e o responsável por banir todos os alimentos do mundo após a morte de seu pai há 30 anos dominando a cidade e fazendo todos se esquecerem dos alimentos e da nutrição com seu produto. Está sempre acompanhado de seu ajudante Nose que o auxilia nos planos.

- Nose, é o assistente de Alex Grand. Ele é o responsável por monitorar os G. Squads e todos os planos de seu chefe sendo fiel e trabalhando pra ele antes mesmo de dominar o mundo. É muito covarde e desastrado além de não suportar alimentos.

- G. Squads, são o exército de ogros lacaios do Alex Grand. Eles foram criados por ele para conquistar a fábrica de seu pai além de destruir os alimentos. Todos possuem corpos e faces extremamente iguais com algumas poucas diferenças físicas. Frequentemente são usados por Alex em seus planos contra Téo e seus amigos embora sejam facilmente derrubados por eles.

- Neus - É o líder de todos os Nutri Mestres e antigo assistente de Murdock. Foi o responsável por ajudar a salvar os alimentos inteiramente de serem destruídos por Alex e seu exército ao formar uma aliança formando os reinos e os mestres para protegerem os alimentos a 30 anos. Ele frequentemente se comunica através de hologramas pelos Gugas auxiliando Teo e seus amigos em sua jornada.

- Nutri Mestres - Foram os escolhidos por Neus para protegerem os alimentos de Alex Grand durante a rebelião. Eles costumavam ser cientistas da fábrica Nutri Genex e se tornaram mestres cada um com uma cor referente e alimentos formando seus reinos. São no total 7 mestres sendo que o Mestre Púrpura é o avô de Téo e o único a não manter um reino ou alimento.

- Gugas, são pequenas criaturas multicoloridas criadas por Neus para auxiliarem os Nutri Mestres a construírem seus reino. Eles são redondos, com pequenas patas, olhos grandes e orelhas felinas. Cada um possui uma personalidade diferente além de uma habilidade especial ao ingerirem alimentos. O principal Guga que aparece na série é o Púrpura que acompanha Téo e seus amigos ao lado de Nina.

## Elenco
No Brasil a dublagem foi feita no estúdio Delart.
| Personagens     | Estados Unidos    | Brasil              |
| --------------- | ----------------- | ------------------- |
| Teo             | Jason Marsden     | Yan Gesteira        |
| Lena            | Jessica DiCicco   | Anna Rita Cerqueira |
| Ben             | Olivia Olson      | Wirley Contaifer    |
| Nina            | Sarah Chalke      | Bia Ávila           |
| Alex            | Travis Willingham | Luiz Carlos Persy   |
| Nose            | Chad Doreck       | Sérgio Stern        |
| G. Squads       | Chad Doreck       | Jorge Vasconcelos   |
| Mestre Púrpura  |                   | Mauro Ramos         |
| Mestre Amarelo  |                   | Reinaldo Pimenta    |
| Mestre Branca   |                   | Miriam Ficher       |
| Mestre Laranja  |                   | Paula Fonseca       |
| Mestre Vermelho |                   | Paulo B.            |
| Mestre Castanha |                   | Ermelinda Duarte    |
| Mestre Azul     |                   |                     |
| Mestre Verde    |                   |                     |
| Neus            | Fred Tatasciore   | Pietro Mário        |
| Professora      | Jim Hanks         | Angélica Borges     |

## Universo de Nutri Ventures
O desenho animado caracteriza-se por se passar num universo mágico do qual os alimentos são capazes de darem poderes, os Nutri-Poderes. Cada poder é variado por cada tipo de alimento podendo dar super-força, agilidade, super-velocidade entre outros poderes. Os reinos em que os alimentos se encontram são geralmente baseados em lugares mitológicos da ficção: o Reino Amarelo é baseado numa aldeia feudal chinesa, o Reino Branco numa cidade tecnológica, o Reino Laranja num vilarejo medieval, o Reino Vermelho num castelo medieval, o Reino Castanho/Marrom no velho oeste, o Reino Azul numa cidade subaquática e o Reino Verde numa cidade Azteca. Cada reino se caracteriza-se por uma cor, um mestre e um Guga.

## Jogos online
Ao lançamento do desenho também foi lançado o site oficial da série que na verdade é um jogo online baseado no desenho. No jogo o jogador faz um cadastro para criar um Guga e uma cidade própria e viver aventuras nos mesmos lugares do desenho usando os personagens. A cada fase ele ganha moedas para comprar alimentos nas feiras e planta-los. Além disso é possível jogar o jogo NV Runners na fábrica do Alex Grand.
Em 4 de Março de 2010 o jogo NV Runners foi lançado para iPhone, pela Biodroid estando disponível gratuitamente para download online.
Em 2018 a Nutri Ventures e o Happy Meal voltam a se juntar trazendo entretenimento e diversão através dos alimentos.
Juntando uma sopa, uma fruta ou um mini-cenouras nos restaurantes happy meal você ganha códigos onde possui a disponibiladade de assistir aos novos episódios da Nutri Ventures, além de desbloquear jogos, onde você poderá derrotar os malvados alienígenas robots impedindo a destruição dos alimentos.
Disponível no App Store e Google Play ou no site: http://oregressodoheroi.nutri-ventures.com/index.html

## Episódios
| Temporada | Temporada           | Episódios | Exibição em Portugal   | Exibição em Portugal   |
| Temporada | Temporada           | Episódios | Estreia                | Final                  |
| --------- | ------------------- | --------- | ---------------------- | ---------------------- |
|           | Origens             | 2         | 26 de setembro de 2012 | 27 de setembro de 2012 |
|           | 1                   | 11        | 30 de setembro de 2012 | 10 de outubro de 2012  |
|           | 2                   | 9         | 11 de outubro de 2012  | 19 de outubro de 2012  |
|           | 3                   | 9         | 15 de março de 2013    | 25 de março de 2013    |
|           | 4                   | 11        | 5 de outubro de 2013   | 9 de novembro de 2013  |
|           | 5                   | 10        | 7 de abril de 2014     | 18 de abril de 2014    |
|           | O Regresso do Herói | 4         | 12 de outubro de 2018  | 12 de outubro de 2018  |